# IJ Editores
IJ Editores es un fondo editorial de revistas jurídicas latinoamericanas, que cuenta con más de 150 publicaciones periódicas. Fue fundado en el año 2006 en Argentina y se mantiene activo hasta el día de hoy.
Todo su fondo editorial es de acceso libre y gratuito desde cualquier parte del mundo.

## Publicaciones destacadas

### Revistas

#### Argentinas
- Revista de Derecho Constitucional, en conjunto a la Universidad del Salvador y dirigida por Guillermo Cappeletti. ISSN 2422-5762.
- Revista Argentina de Derecho Civil, dirigida por Marcelo López Mesa.
- Revista Argentina de Justicia Constitucional, en conjunto a la Asociación Argentina de Justicia Constitucional, y dirigida por Patricio Maraniello.
- Revista de la Facultad de Ciencias Jurídicas de la Universidad del Museo Social Argentino, dirigida por María José Rodriguez, y en cuyo consejo consultivo se encuentra el Ministro de Justicia de la Nación, Mariano Cúneo-Libarona.
- Revista Argentina de Derecho Electoral, dirigida por María Alejandra Lázzaro. Dicha publicación -cuyas ediciones fueron oportunamente presentadas en el Salón Rojo de la Universidad de Buenos Aires, con la asistencia de juristas tales como Jorge Amaya, Zunilda Niremperger, María Victoria Patiño y Matías Padin Marchioli, y personalidad como Ignacio Zuleta- cuenta con el aporte en varias de sus ediciones de Mario Midón, María Inés Tula, Andrés Malamud y Juan Manuel Abal Medina (h).
- Revista Jurídica de Derecho Animal, dirigida por Laura Cecilia Velasco, y coordinada por Matías Padin Marchioli. La revista es pionera en el desarrollo del Derecho Animal en Argentina y en Latinoamérica.

#### Guatemaltecas
- Revista Guatemalteca de Derecho Procesal, dirigida por Alba Lorena Alonzo Ortiz. La misma cuenta con el apoyo del Instituto Panamericano de Derecho Procesal. Su primera edición fue presentada a inicios del mes de octubre a través de Wolap.

#### Iberoamericanas y latinoamericanas
- Revista Ibero Latinoamericana de Seguros, realizada en conjunto a la Pontificia Universidad Javeriana, y dirigida por Carlos Ignacio Jaramillo Jaramillo.

#### Peruanas
- Columnas de Derecho Constitucional y Derechos Humanos, dirigidas por Carlos Hakansson Nieto.
- Revista Peruana de Derecho, realizada en conjunto al Instituto Peruano de Derecho, y dirigida por Mario Castillo Freyre.

### Anuarios
- Anuario Iberoamericano sobre Buena Administración, realizado en conjunto a Ius Publicum Innovatio y al Foro Iberoamericano (FIDA), y dirigido por Jaime Rodríguez-Arana Muñoz.

### Colecciones y bibliotecas
- Colección de Tesis de Derecho Procesal Latinoamericano, dirigida por Adolfo Alvarado Velloso.
- Los Desafíos del Derecho en la Era de la Inteligencia Artificial, realizada en conjunto al Mediterranea International Centre for Human Rights Research (MICHR) y la Universidad de Reggio Calabria.